# Veli Nieminen
Pour les articles homonymes, voir Nieminen.
Veli Nieminen, né le 1er février 1886 à Tyrväntö et mort le 1er avril 1936 à Hämeenlinna, est un tireur sportif et un gymnaste artistique finlandais.  Il a participé aux Jeux olympiques d'été de 1908, de 1920 et 1924.
Il fait partie de l'équipe de Finlande qui a obtenu la médaille de bronze en gymnastique par équipe en 1908. En 1920, il remporte une médaille de bronze au tir.

## Palmarès aux Jeux olympiques d'été
- Gymnastique aux Jeux olympiques de 1908 à Londres
  -  Médaille de bronze de la compétition par équipe
- Tir aux Jeux olympiques de 1920 à Anvers
  -  Médaille de bronze à la carabine libre couché à 300 m par équipes